# 青柳正義
青柳 正義（あおやぎ まさよし、1985年4月5日 - ）は、地方競馬の金沢競馬場鈴木正也厩舎所属の騎手である。勝負服の柄は胴黒・黄鋸歯形、袖青。千葉県出身、血液型A型。地方競馬教養センター騎手課程第77期生。

## 来歴・人物
2003年3月31日付けで地方競馬騎手免許を取得。同年4月6日第1回金沢競馬1日目第1競走3歳A組条件戦キタイセダンサーで初騎乗（8頭立て4番人気7着）。同日第3競走アラブ系C2級2組条件戦をフジマーガレットで逃げ切り優勝し、2戦目で初勝利（9頭立て6番人気）。
2009年9月14日第12回金沢競馬4日目第4競走C23組条件戦をグランドグラッパで優勝（9頭立て2番人気）し、地方競馬通算100勝達成
2019年4月23日石川県営第3回金沢競馬第2日目第7競走でウインベルズトールに騎乗し、地方通算800勝を達成。
2021年8月24日金沢競馬第5競走でモアナスターに騎乗して勝利、9467戦目で地方通算1000勝を達成した。

## 主な騎乗馬
- フレアリングメテオ（2013年北日本新聞杯）
- ケージーキンカメ（2014年東海ダービー、北國王冠、中日杯）
- エムティアラ（2014年金沢プリンセスカップ、北日本新聞杯、加賀友禅賞）
- ヤマミダンス（2016年金沢シンデレラカップ、ラブミーチャン記念、金沢ヤングチャンピオン、2017年梅桜賞、北日本新聞杯）
- マイネルリボーン（2018年百万石賞）
- ハイタッチガール（2019年金沢プリンセスカップ、兼六園ジュニアカップ）
- ファストフラッシュ（2021・2022年金沢スプリングカップ、2022年サマーカップ）
- スーパーバンタム（2022年ノトキリシマ賞、北日本新聞杯、石川ダービー、加賀友禅賞、西日本ダービー）
- ノブノビスケッツ（2022年兼六園ジュニアカップ、2023年北日本新聞杯、MRO金賞）

出典: